# Mácska Lajos
Mácska Lajos (Szeged, 1863. június 5. – Szentgyörgy, 1922. július 3.) piarista áldozópap és tanár.

## Élete
Iparos szülők gyermeke. Középiskoláit szülővárosában végezte. 1880. augusztus 27-én a rendbe lépett; a hittudományt Nyitrán tanulta; tanári oklevelet a kolozsvári egyetemen szerzett. 1886. július 15-én áldozópappá szenteltetett fel. Tanított Kisszebenben, Nagykárolyban, Trencsénben, Kecskeméten, Debrecenben; majd Nagykanizsán a kegyesrendi főgimnáziumban a magyar nyelv és irodalom tanára.
Cikkei az Értesítőkben (1891. Erdélyi János mint aesthetikus és kritikus az Egyetemes Philol. Közlöny 810., 815. l. is, A jellemfejlés psychologiai tényezői, Cserhalmi József életrajza, Emlékbeszéd a kegyesrend fönnállásának 300-as évfordulójára); beszélyeket, költeményeket és társadalmi cikkeket is írt a hírlapokba.